# 旺拉布
旺拉布（?—1820年），卫拉特蒙古杜尔伯特部人，绰罗斯氏。清朝蒙古王公，第四代杜尔伯特汗。固哩达什的玄孙，第一代杜尔伯特汗车凌的曾孙，第二代杜尔伯特汗索諾木袞布的孙子，第三代杜尔伯特汗瑪克蘇爾札布长子。
嘉庆十七年（1812年）第三代杜尔伯特汗瑪克蘇爾札布去世，旺拉布袭封杜尔伯特部札萨克特古斯库鲁克达赖汗。嘉庆二十五年（1820年）旺拉布去世，其子拉木札布袭封杜尔伯特汗。拉木札布在位一年即故，由旺拉布的弟弟齊旺巴勒楚克袭封。